# Милан Шкриняр
Милан Шкриняр (на словашки: Milan Škriniar) е словашки футболист, който играе като централен защитник за Фенербахче и словашкия национален отбор.

## Кариера
Шкриняр започва кариерата си с Жар над Хроном, преди да се присъедини към школата на Жилина на 12-годишна възраст. Той прави своя официален дебют за първия отбор на 27 март 2012 г. в мач срещу Злате Моравце. На 23 ноември 2012 г. вкарва първия си гол в първенството срещу Злате Моравце, който Жилина печели с 4:1.
През февруари 2013 г. е преотстъпен на Злате Моравце, за да натрупа повече опит в първия отбор.
На 29 януари 2016 г. Сампдория подписва с Милан Шкриняр за срок от четири години и половина. Той прави своя дебют при победата с 2:1 над Лацио в края на април. През следващия сезон, Шкриняр играе ключова роля за „моряците“ на Марко Джампаоло, завършвайки кампанията като най-младият защитник, който е изиграл най-малко 35 мача в Серия А.

### Интер
На 7 юли 2017 г. е финализиран трансфера на Шкриняр в Интер, а договорът му е за 5 години. Клубът плаща около 20 милиона евро и също така включва към сделката нападателя Джанлука Капрари. Трансферът прави Шкриняр най-скъпият словашки играч на всички времена. Той е представен четири дни по-късно и получава номер 37, заявявайки: „Удивително е да си помисля, че за 18 месеца преминах от словашката лига до клуб като Интер.“
Шкриняр прави своя дебют за Интер на 20 август в първия мач от сезон 2017/18 срещу Фиорентина, като Интер печели с 3:0. Той вкарва първия си гол в Серия А по-късно на 16 септември срещу Кротоне за крайната победа с 2:0 като гост, за да запази победната серия на Интер.
Шкриняр се отличава с представянето си през първата част на сезона, като е един от най-добрите играчи на отбора. Той продължава със страхотните си изпълнения дори през втората част на сезона, което се оказва от голяма полза за отбора, който се завръща в Шампионската лига след шест години отсъствие. За сезона играе във всичките 38 мача в Серия А, като получава само два жълти картона.
През сезон 2018/19 Шкриняр дебютира в Шампионската лига на 18 септември в мача от груповата фаза срещу Тотнъм Хотспър, играейки пълни 90 минути при победата с 2:1 като домакин. На 2 ноември 2019 г. в мач от Серия А срещу Болоня, който завършва с победа като гост с 2:1, Шкриняр записа своя мач 100 във всички състезания за Интер, всичките като титуляр. На 3 ноември 2021 г. Шкриняр вкарва първия си гол в Шампионската лига при победата с 3:1 като гост срещу Шериф Тираспол.
В интервю за словашкия сайт Futbolsfz.sk на 29 януари 2023 г. Шкриняр потвърждав, че е подписал предсрочен договор с клуба от Лига 1 Пари Сен Жермен. Преговори се състоят между Интер и ПСЖ за трансфер на Шкриняр по време на януарския трансферен прозорец, но в крайна сметка те се провалят. Впоследствие той е лишен от капитанската титла от треньора Симоне Индзаги. През февруари Шкриняр претърпява контузия в долната част на гърба, което по-късно е разкрито като фрактура на лумбалния прешлен. Той се подлага на операция за фрактурата през април, като пропуска четвъртфиналите и полуфиналите на Шампионската лига. Във финала на Шампионската лига през 2023 г. на 10 юни Шкриняр е оставен на пейката, а Интер е победен с 1:0 от Манчестър Сити. На 30 юни 2023 г. Интер обявява напускането на Шкриняр като свободен агент в края на сезон 2022/23, след шест години в клуба.

### Пари Сен Жермен
След като договорът му с Интер изтича Шкриняр подписва с френския клуб ПСЖ на 6 юли 2023 г. за следващите 5 сезона.
Той става първият словак, който играе за клуба. Шкриняр дебютира при равенство 0:0 срещу Лориан на Парк де Пренс на 12 август.
На 7 ноември 2023 г. Шкриняр отбелязва първия си гол за ПСЖ при загубата с 1:2 срещу Милан в груповата фаза на Шампионската лига.

## Национален отбор
Шкриняр представя различните младежки словашки формации и дебютира за националния отбор на Словакия в приятелска среща с Грузия
(3:1) на 27 май 2016 г. До края на годината е част от редица мачове и става част от отбора в квалификациите за Световното първенство по футбол през 2018 г.
След пенсионирането на капитана на националния отбор Марек Хамшик, Шкриняр е посочен за капитан на отбора през юни 2022 г. Треньорът на националния отбор Щефан Таркович изтъква лидерските качества на Шкриняр по време на обявяването.

## Отличия

### Отборни
Жилина
- Цоргон лига: 2011/12
- Купа на Словакия: 2012

Интер
- Серия А: 2020/21[28]
- Копа Италия: 2022, 2023
- Суперкопа Италиана: 2021, 2022

### Индивидуални
- Европейско първенство по футбол за младежи до 21 г. Отбор на турнира: 2017[29]
- Футболист на годината на Словакия: 2019, 2020, 2021[30], 2022[31]